# Toxoplasma gondii
Toxoplasma gondii är en encellig protozoisk parasit (urdjur), som ingår i släktet Toxoplasma. Majoriteten av alla varmblodiga djur, inklusive människor, kan infekteras av parasiten, som är den vanligaste parasiten i i-länder. Sjukdomen som uppkommer av parasiten, toxoplasmos, har infekterat omkring en tredjedel av världens befolkning. Parasiten har en komplicerad livscykel och den kan endast föröka sig i levande celler. Dess huvudvärd är katt, hos vilken arten kan föröka sig sexuellt i matsmältningsorganet. Vanligtvis ger toxoplasmos inga allvarliga symptom, men den kan leda till dödliga följder för ett foster, om modern smittas av sjukdomen för första gången under graviditeten, och särskilt för människor eller katter med immunbrist. Människan kan få infektionen genom intag av rått eller dåligt tillagat kött. Störst risk anses slaktare och jägare ha. Infektionen varierar från 10–90 % i en befolkning beroende på exponering och kostvanor.

## Livscykel
T. gondiis livscykel kan delas in i två faser: den sexuella delen som sker i katter och den asexuella delen som kan ske såväl i katter som hos andra varmblodiga mellanvärdar.
I kattens matsmältningsorgan förökar sig parasiten sexuellt. I mognaden av T. gondii bildas två sporocystor ifrån varje oocysta. Varje sporocysta innehåller fyra sporozoiter. Det är den vilande fasen av T. gondii. Hos en infekterad katt sprids dessa via avföringen. Oocystorna kan sedan överleva i jorden i flera månader. Människor och djur kan då inandas dessa oocystor genom markjord och via vegetationen kring markjorden som blivit förorenad med dessa.
När ett varmblodigt djur får i sig oocystorna, frigörs sporozoiterna. De tas upp av makrofager och transporteras till värdens hjärta, tunga, lymfkörtlar och mjälte för att föröka sig asexuellt. Hos såväl huvudvärden som mellanvärdarna, invaderar Toxoplasma-parasiten celler och bildar ett utrymme kallat vakuol. Inuti dessa specialiserade vakuoler, en sorts parasitplasmodium, bildar sporozoiterna pseudocystor, som innehåller mängder av bradyzoiter. Bradyzoiter är den fas, då T. gondii multipliceras långsamt inom dessa vävnadcystor. Vakuolerna som innehåller de reproduktiva bradyzoiterna bildar cystor främst i muskelvävnad och hjärna. Eftersom parasiterna då befinner sig inuti celler, går de säkra för värdens immunsystem, som inte svarar på cystorna.
Bradyzoiter intas antingen av katt genom vilda bytesdjur, men kan även intas av människan genom dåligt tillagat kött.

T. gondiis livscykel (OBS att tachyzoiter inte kan invadera röda blodkroppar, då dessa saknar cellkärna).

## Beteendeförändringar hos värddjur
Parasiten har förmågan att förändra beteendet hos råttor och möss. Parasiten förändrar hjärnan på råttor med följd att de blir mindre rädda för katter. Den här effekten är gynnsam för parasiten, då den får slutföra sin livscykel hos katten, som är dess primära värddjur.
Det har spekulerats om att människors beteende också skulle kunna påverkas på något sätt. Samband har hittats mellan latent toxoplasmainfektion hos människor med en specifik blodgrupp och vissa egenskaper, som förhöjd riskbenägenhet och långsamma reaktioner. Det diskuteras även om toxoplasmos kan orsaka ångest hos både människor och andra däggdjur. Toxoplasma gondii kan även ge upphov till personlighetsförändringar hos en individ med nedsatt immunförsvar, exempelvis en AIDS-smittad. En senare studie vid University of Maryland på 45 000 danska kvinnor, visar att de som infekterats med T. gondii hade 1,5 gånger högre självmordsbenägenhet än kvinnor som inte infekterats.

## Immunförsvarets roll
Immunförsvaret hos värden spelar en väldigt stor roll för hur värden kommer hantera parasiten. En individ med ett väl fungerande immunförsvar kan bära en livslång latent toxoplasmainfektion. Parasitens livscykel delas in i ett vilande stadium och ett aktivt stadium. Det är när immunförsvaret är tillräckligt nedsatt som parasiten övergår till det aktiva stadiet. Symptom uppkommer först när parasiten är aktiv och går då att behandla med medicinering. Hos en gravid kvinna, eller hos en person med nedsatt immunförsvar, kan sjukdomen bli mycket allvarlig. En individ som har förmågan att producera en viss typ av antikroppar drabbas av betydligt mindre långdragna kliniska symptom. Parasiten kan överlista immunförsvaret genom att dela sig obegränsat i våra celler. Detta gör att cellerna sprängs då flera aktiva parasiter kommer ut och kan infektera nya celler i kroppen.

## Symptom vid toxoplasmos
Ett fåtal personer utvecklar toxoplasmos, som orsakas av T. gondii och det kan resultera i feber, lunginflammation, körtelfeber eller hjärtmuskelinflammation. Vanligtvis ger inte toxoplasmos några bestående skador, men i ett fåtal fall för AIDS-patienter och för foster i ett tidigt stadium kan det ge bestående men senare i livet. Fostret kan få skador såsom inflammation i ögats näthinna, som kan leda till blindhet. En person med AIDS kan få skador som kan ge upphov till encefalit. Encefalit är en inflammation i hjärnan, som ofta orsakas av virus. Symptomen vid toxoplasmos varierar, de flesta smittade är symptomlösa.

## Förebygga och behandla
Det går att förebygga genom vissa åtgärder, såsom att inte äta köttfärs som inte är tillräckligt tillagad, och att inte låta gravida kvinnor tömma kattlådan. Vid upphettning till minst 65 °C eller djupfrysning till minst -18 °C i tre dygn dör parasiten och risken för att smittas minskar drastiskt. Det finns inget vaccin mot toxoplasmos som orsakas av T. gondii. Det är först när parasiten är aktiv, som den går att behandla med medicinering och detta görs med hjälp av antibiotika. Den inaktiva fasen, där parasiten vilar i hjärnan, kan inte behandlas. AIDS-patienter med toxoplasmos kräver ofta behandling under resten av sitt liv.